# Réseau (champignon)
Pour les articles homonymes, voir Réseau (homonymie).
Chez les champignons, notamment les bolets, le réseau (ou réticule) est une structure morphologique ornant le pied de certaines espèces. Il se présente comme un maillage ou filet couvrant tout ou partie du pied.
Le réseau peut varier en couleur, en taille, en complexité, en netteté et en étendue sur le pied ; divers aspects à la base des critères d'identification, le pied étant éventuellement qualifié de réticulé.

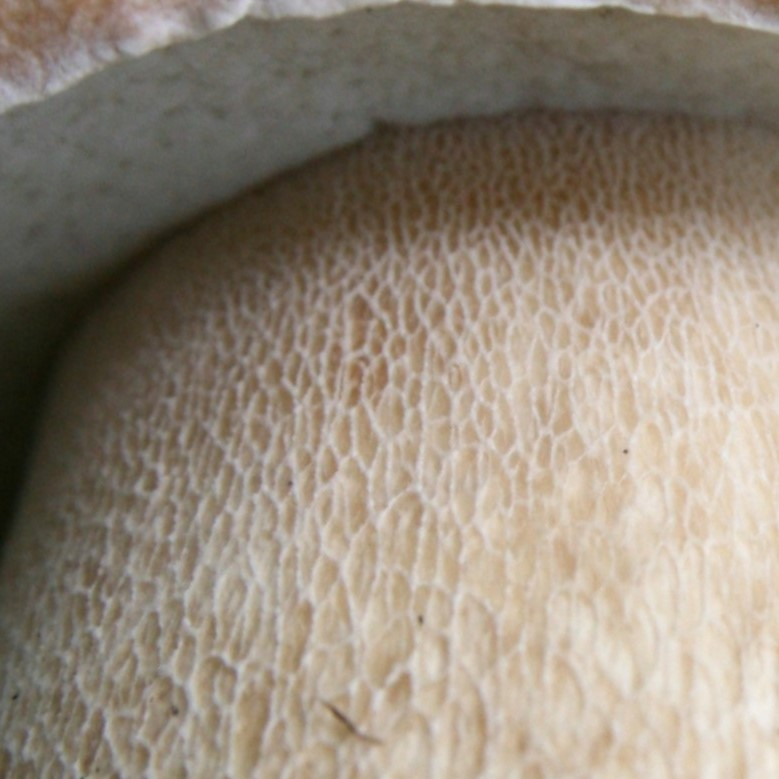
Réseau blanc et fin du Cèpe de Bordeaux (Boletus edulis)
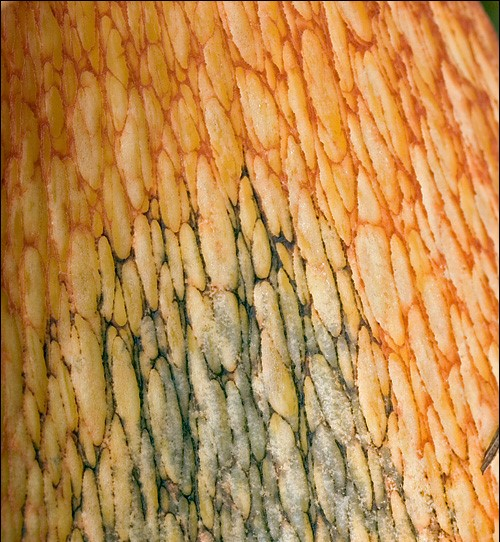
Réseau orangé du Bolet blafard (Suillellus luridus)
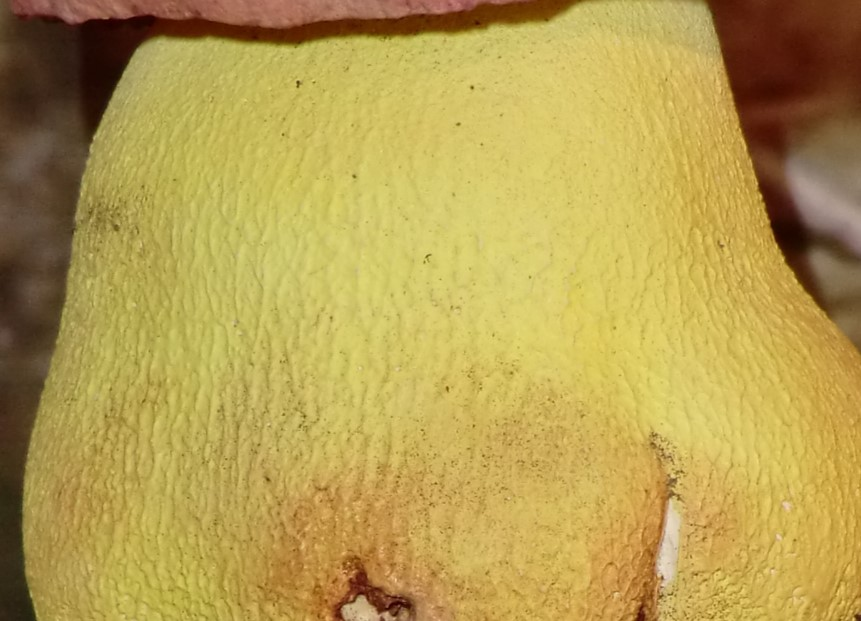
Réseau jaune concolore du Bolet royal (Butyriboletus regius)
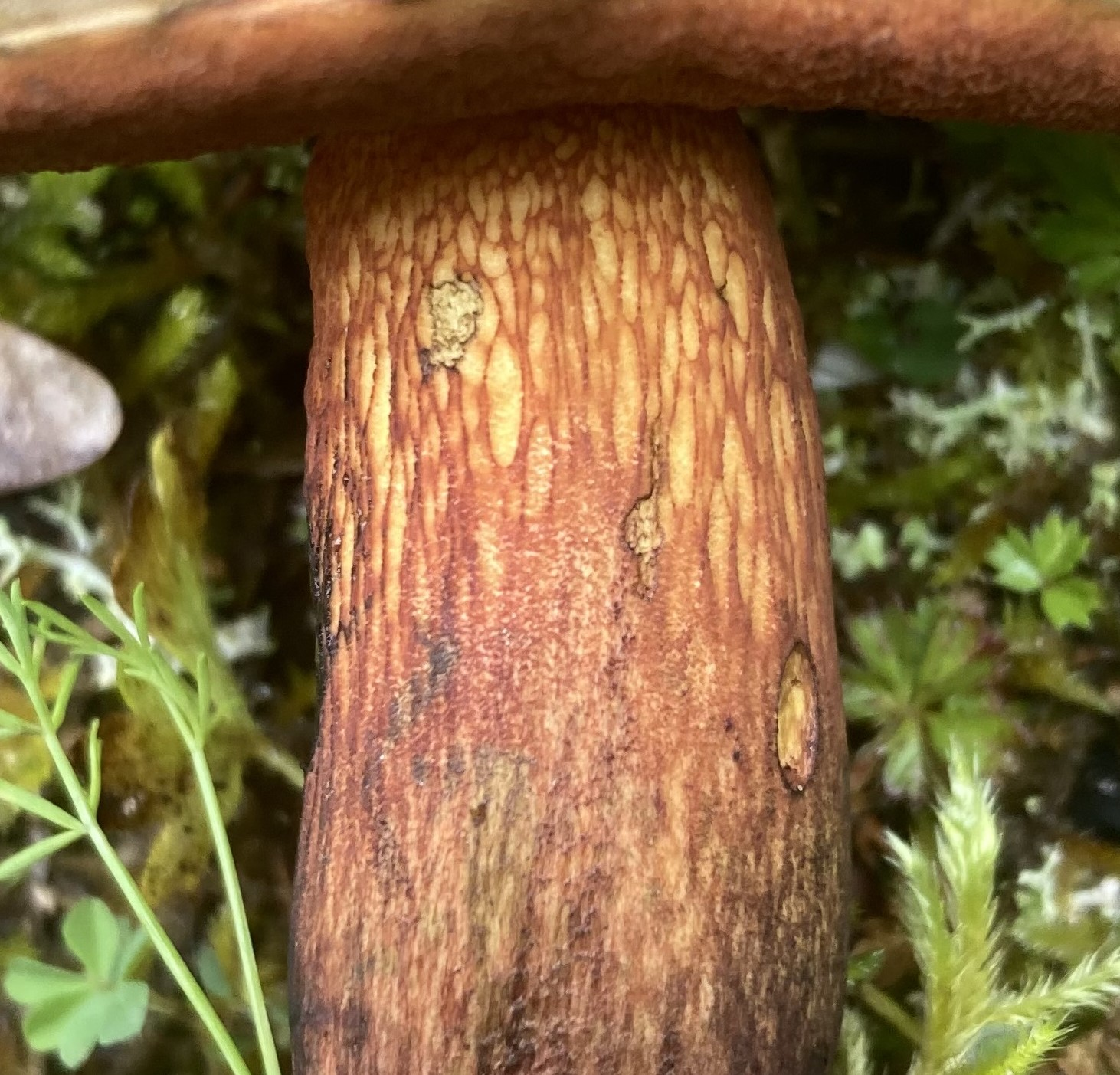
Réseau du Bolet menteur (Suillellus mendax) se limitant au haut du pied.
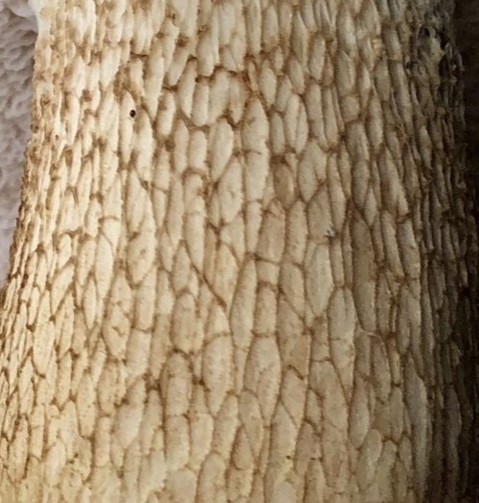
Réseau sombre et grossier du Bolet amer (Tylopilus felleus)
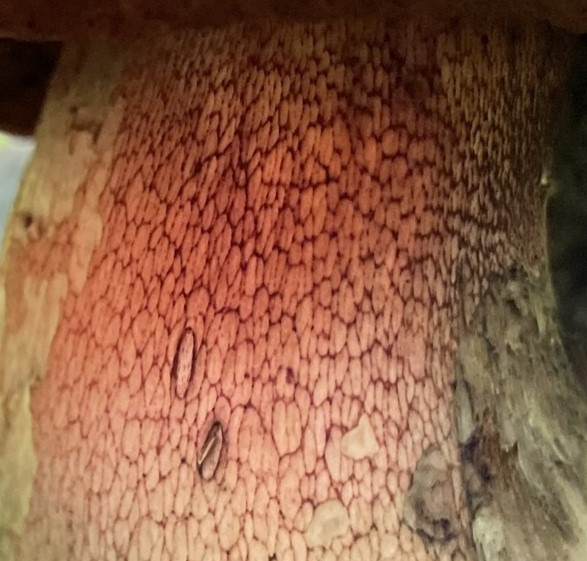
Réseau rouge du Bolet Satan (Rubroboletus satanas)
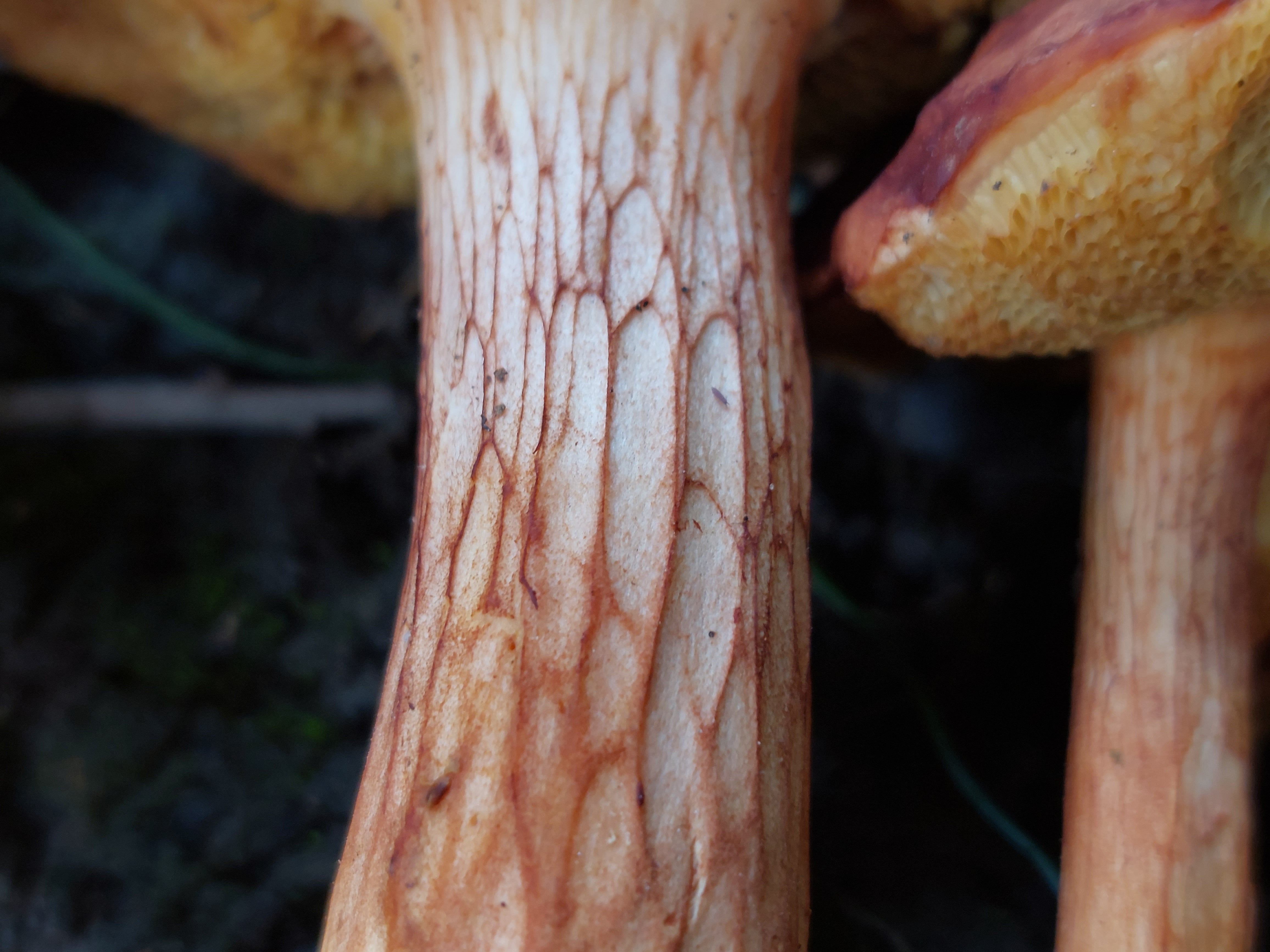
Pseudo-réseau du Bolet brun-rouge des peupliers (Xerocomus silwoodensis)
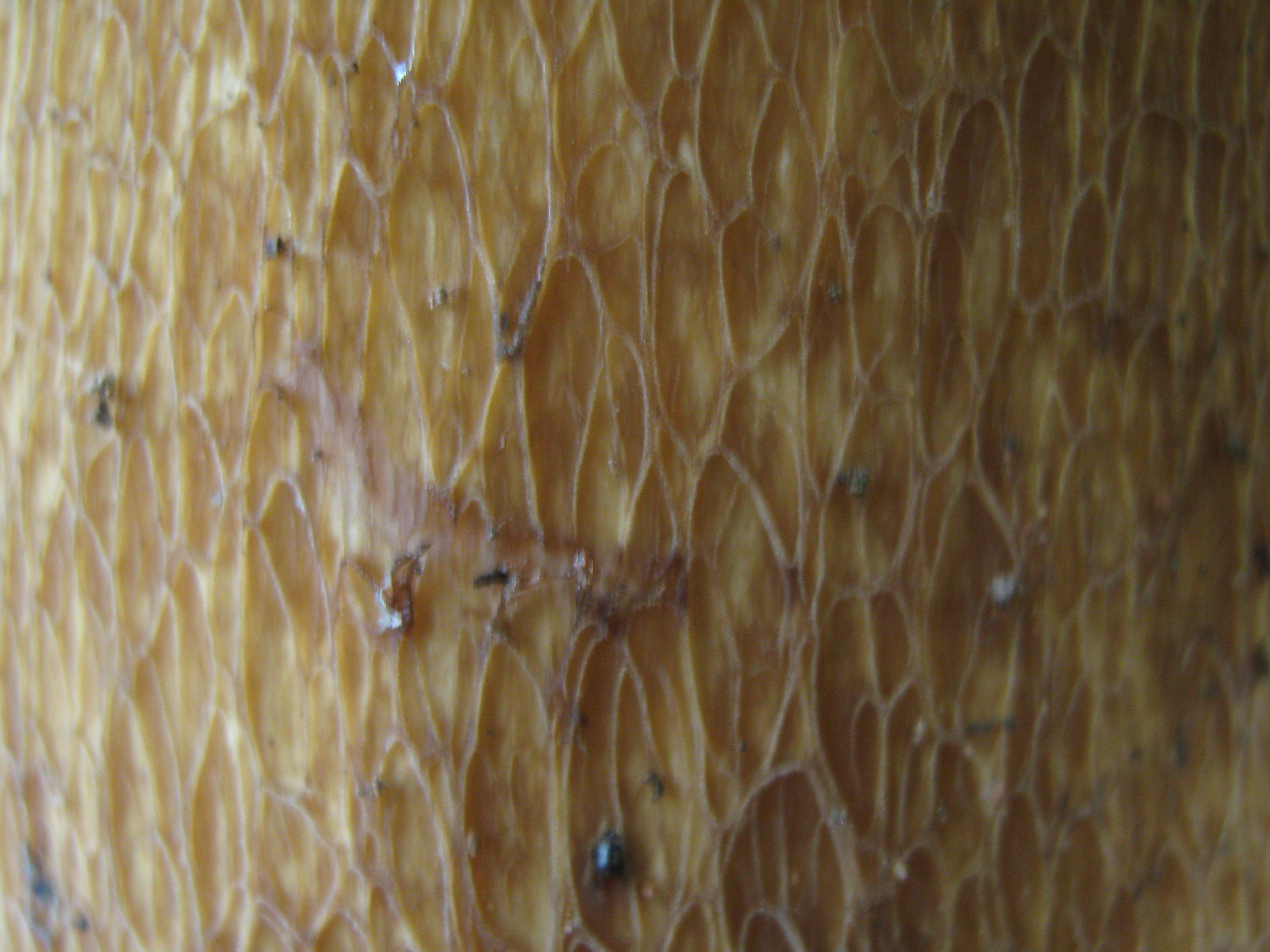
Réseau discret du Cèpe bronzé (Boletus aereus)
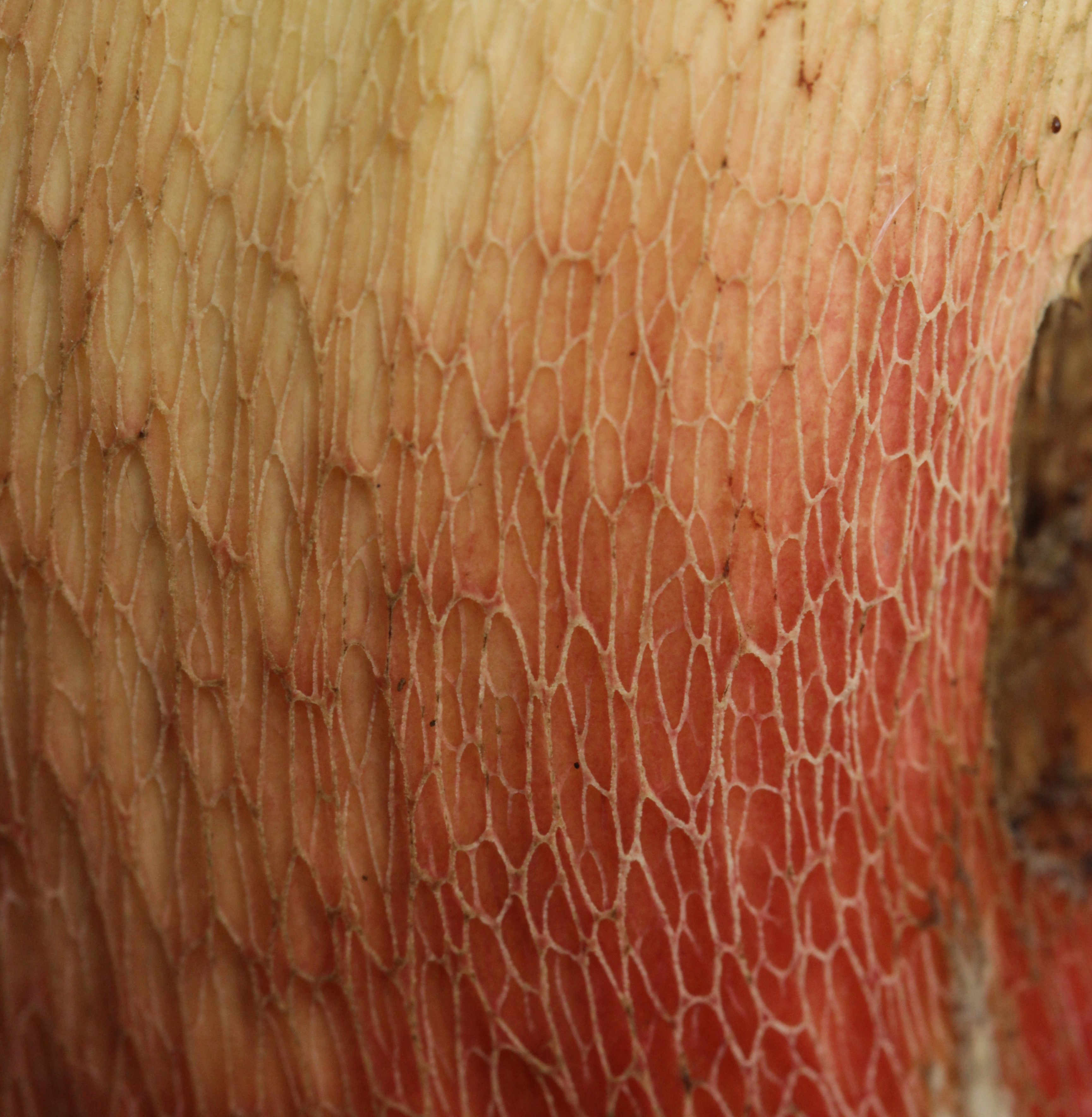
Réseau jaunâtre du Bolet à beau pied (Caloboletus calopus)
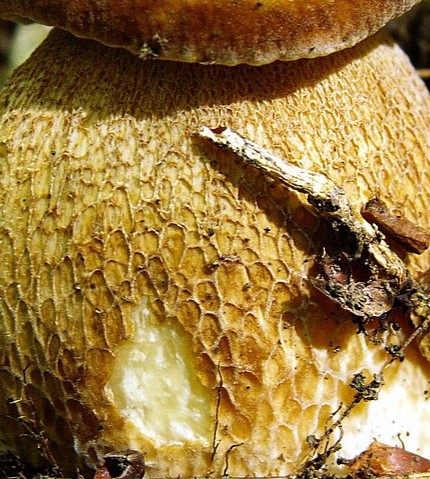
Réseau bien développé du Cèpe d'été (Boletus aestivalis)
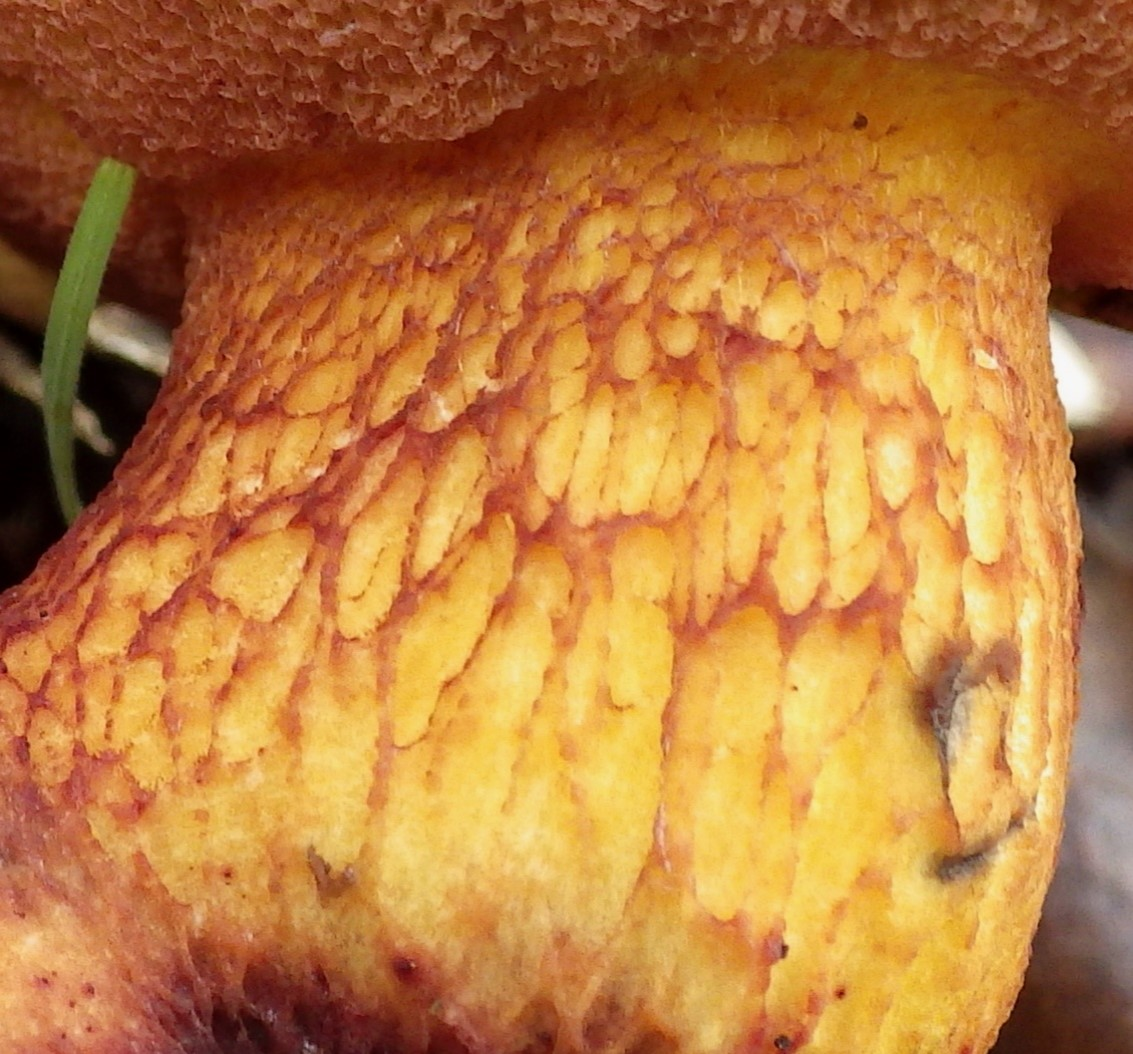
Réseau grossier du Bolet magnifique (Exsudoporus permagnificus)
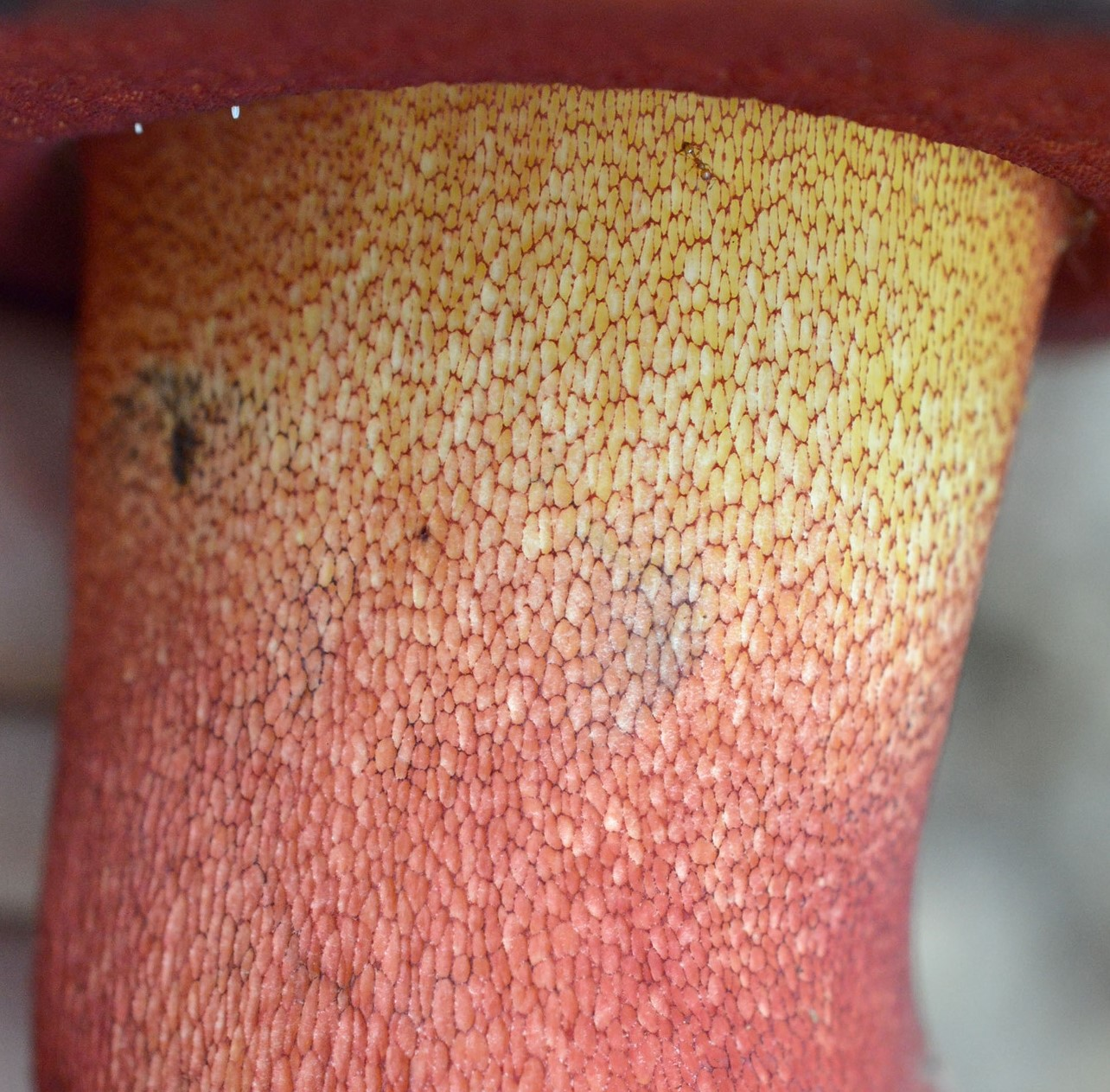
Réseau rouge net du Bolet rouge et jaune (Rubroboletus rhodoxanthus)
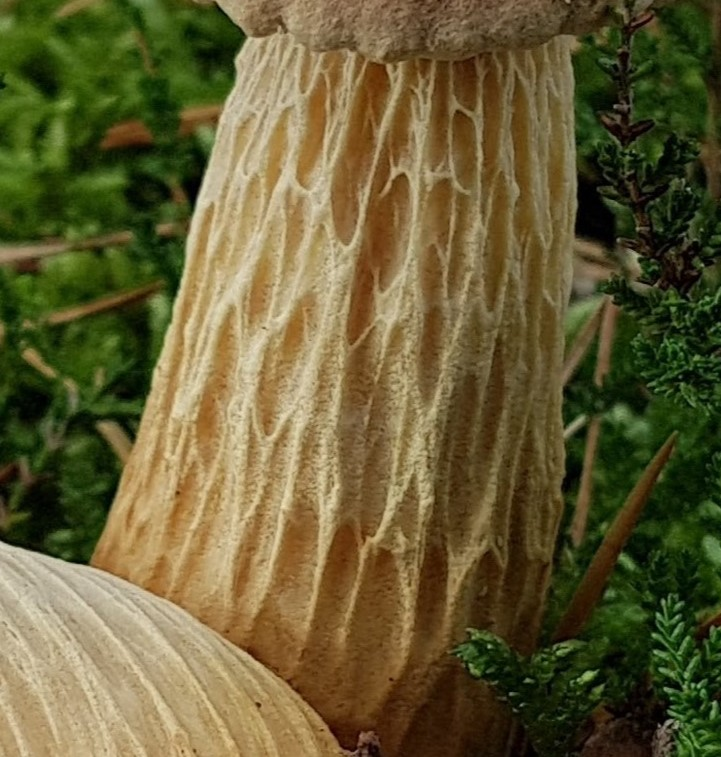
Réseau saillant lacuneux du Bolet élancé (Aureoboletus projectellus)
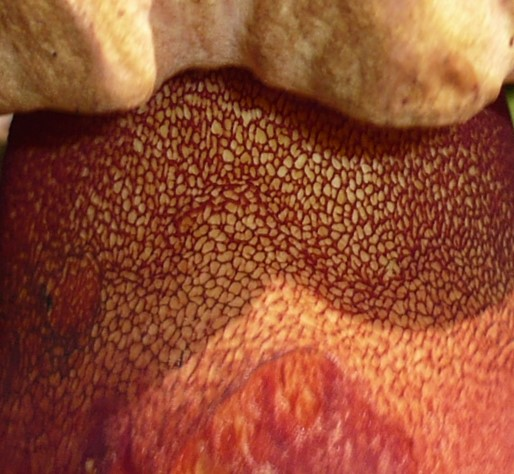
Réseau rouge fin et net du Bolet cuivré (Imperator luteocupreus)